# Giovanni Battista Sacchetti
Giovanni Battista Sacchetti, connu en Espagne sous le nom de Juan Bautista Sacchetti (ou Sachetti), est un architecte italien né à Turin le 17 mars 1690, et mort à Madrid le 3 décembre 1764 .

## Biographie

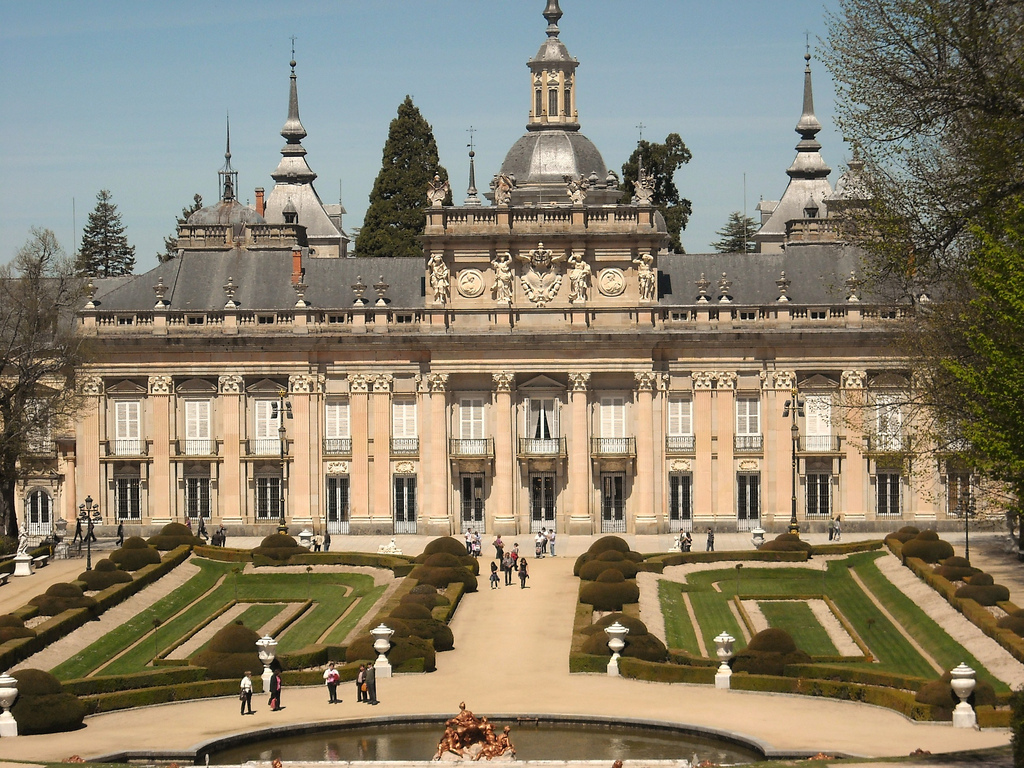
Le palais royal de La Granja

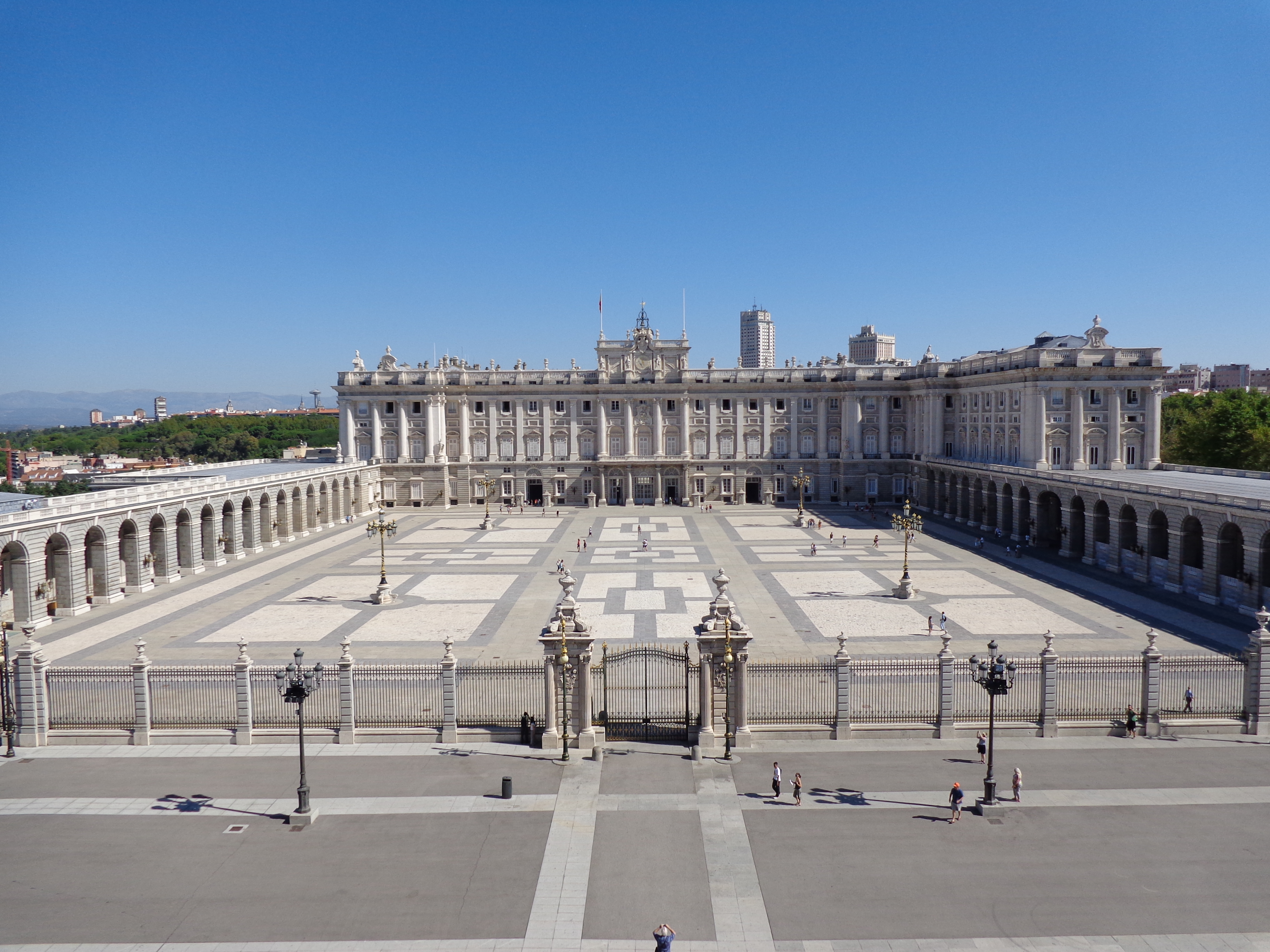
Le palais royal de Madrid

Il a été un élève et disciple de Filippo Juvarra. Quand ce dernier est venu à Madrid pour reconstruire le palais royal, en 1735, il l'a suivi en 1736 pour diriger la construction de la façade du palais royal de la Granja de San Ildefonso dessinée par Juvarra.
La mort de Filippo Juvarra en 1736 va amener Philippe V à le nommer architecte du roi en 1738 pour assurer la construction du palais royal de Madrid. Par rapport au plan initial du palais royal conçu par Juvarra avec quatre cours, à la demande du roi, il va diminuer l'ampleur du palais et le concentrer autour d'une seule cour. La première pierre du château est posée en 1738. Le manque d'expérience et de reconnaissance de Sacchetti a suscité des critiques du projet de la part de Annibale Scotti, secrétaire et confident d'Élisabeth Farnèse, en 1741-1742. Le projet de Sacchetti a été présenté à des architectes romains de l'Accademia di San Luca, Ferdinando Fuga, Nicola Salvi et Luigi Vanvitelli. Leur avis d'experts est reçu le 5 juillet 1742. Il approuve le plan général avec des critiques mineures. Sous leur influence, Sacchetti a scindé l'escalier en deux escaliers jumeaux entre lesquels il a construit la salle des fêtes ou des hallebardiers au premier étage. Il a été maître d'œuvre des bâtiments du roi de 1736 à 1760.
De plus, il a occupé la charge de directeur de l'Académie royale des beaux-arts de San Fernando et maître d'œuvre principal (maestro mayor) des ouvrages de la Ville et de la Cour de Madrid de 1742 à sa mort.
Il a transformé le Teatro del Príncipe (actuel Teatro Español) et le Teatro de la Cruz. À ces projets, il faut ajouter la cathédrale de la Almudena, le viaduc de la calle Bailén et le Couvent de las Salesas Reales (Madrid), dont il n'a pu achever aucun d'eux.